# 鄭義錫
鄭義錫（韓語：정의석，1989年11月28日—），韓国男子羽毛球運動員。

## 簡歷
2007年10月，鄭義錫參加新西蘭奧克蘭舉行的世界青年羽毛球錦標賽，與申白喆合作贏得男子雙打冠軍。

## 主要比賽成績
只列出曾進入準決賽的國際賽事成績：
| 年份   | 賽事                 | 公開賽級別 | 項目     | 拍檔   | 成績   |
| ------ | -------------------- | ---------- | -------- | ------ | ------ |
| 2007年 | 世界青年羽毛球錦標賽 | 其他       | 混合團體 | －     | 亞軍   |
| 2007年 | 世界青年羽毛球錦標賽 | 其他       | 男子雙打 | 申白喆 | 冠軍   |
| 2011年 | 越南羽毛球大獎賽     | 大獎賽     | 混合雙打 | 柳晛榮 | 亞軍   |
| 2015年 | 印尼羽毛球國際挑戰賽 | 國際挑戰賽 | 混合雙打 | 孔熙容 | 亞軍   |
| 2016年 | 韓國羽毛球大師賽     | 大獎賽     | 男子雙打 | 金德永 | 準決賽 |
| 2018年 | 亞洲羽毛球團體錦標賽 | 其他       | 男子團體 | －     | 季軍   |

| 2007-2017年 | 首要超級賽 | 超級賽 | 黃金大獎賽 | 大獎賽 | 國際挑戰賽 | 國際系列賽 | 未來系列賽 | 其他 |

| 2018-2026年 | 總決賽 | 超級1000賽 | 超級750賽 | 超級500賽 | 超級300賽 | 超級100賽 | 國際挑戰賽 | 國際系列賽 | 未來系列賽 | 其他 |

### 奧運會和世錦賽參賽紀錄
|          | 搭檔   | 2017 | 2018 |
| -------- | ------ | ---- | ---- |
| 男子雙打 | 金德永 | 8強  | 48強 |